# 司法权总委员会
司法权总委员会（西班牙語：Consejo General del Poder Judicial，缩写CGPJ）是西班牙司法权的领导机构，由最高法院院长和20名成员组成。它由1978年西班牙宪法建立，之后由1985年和2001年的组织法修正了部分内容。西班牙最高法院院长同时兼任司法权总委员会主席。

## 宪法规定
1978年西班牙宪法第一百二十二条第二和第三款规定了司法权总委员会的性质、职能和任命。

### 后续修改

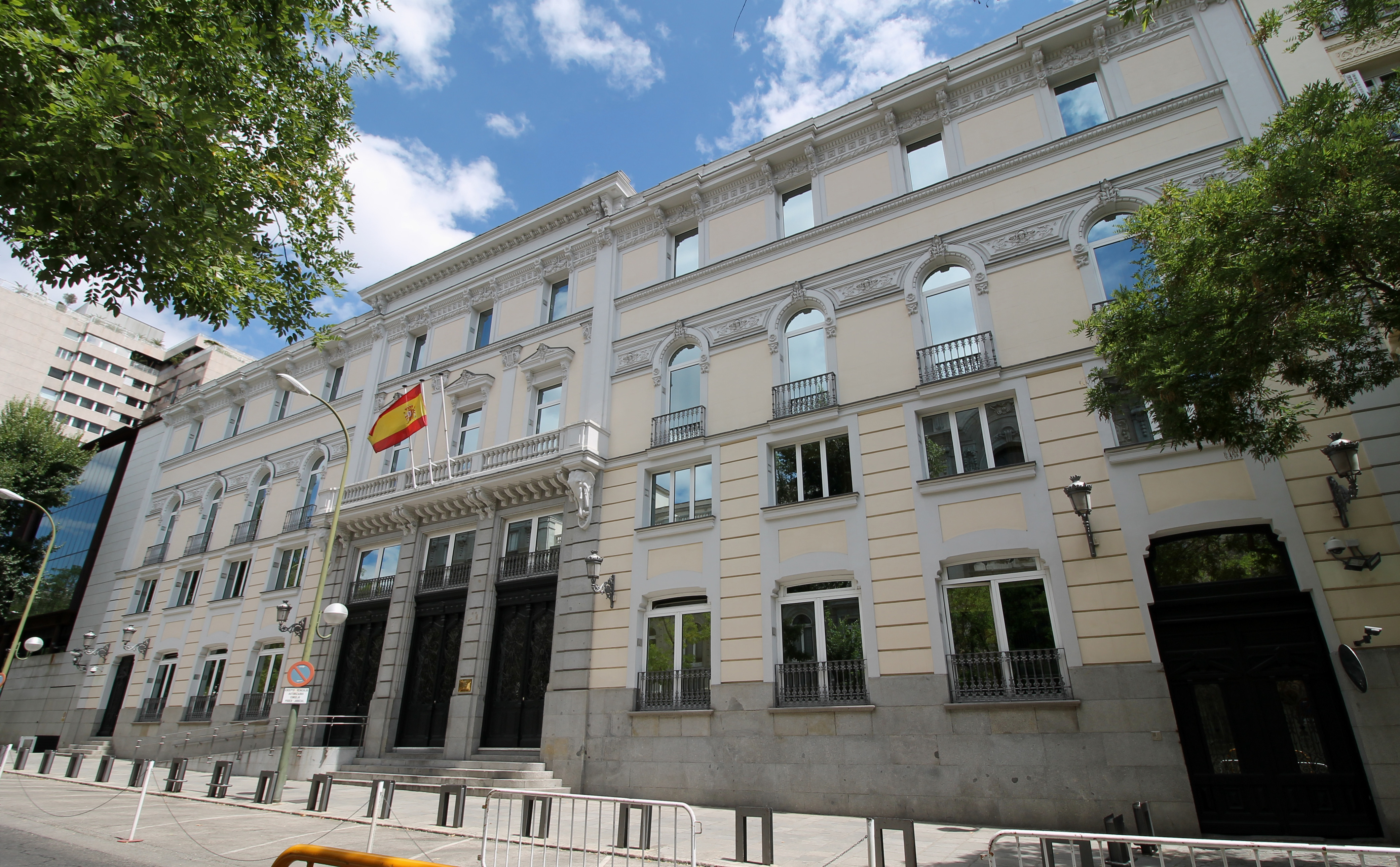
马德里总部

### 1985年
- 在任期内，成员不能被除名，替代或终止，也不能连任。

### 2001年
- 在十二名根据组织法规定选出的法官中，共有三十六位候选人。六名先由众议院选出，六名由参议院从剩下三十人选出。